# George Murray Levick
George Murray Levick   (Newcastle upon Tyne, 3 de juliol de 1876 - Poltimore, 30 de maig de 1956) va ser un explorador antàrtic britànic, cirurgià naval i fundador de la Public Schools Exploring Society.

## Biografia
Levick va néixer a Newcastle upon Tyne. La seva germana gran era l'escultora Ruby Levick. Va estudiar medicina al St Bartholomew's Hospital i va ser designat cirurgià de la Royal Navy el novembre de 1902. Va ser el secretari de la Royal Navy Rugby Union en la seva fundació el 1907.

### ExpedicióTerra Nova

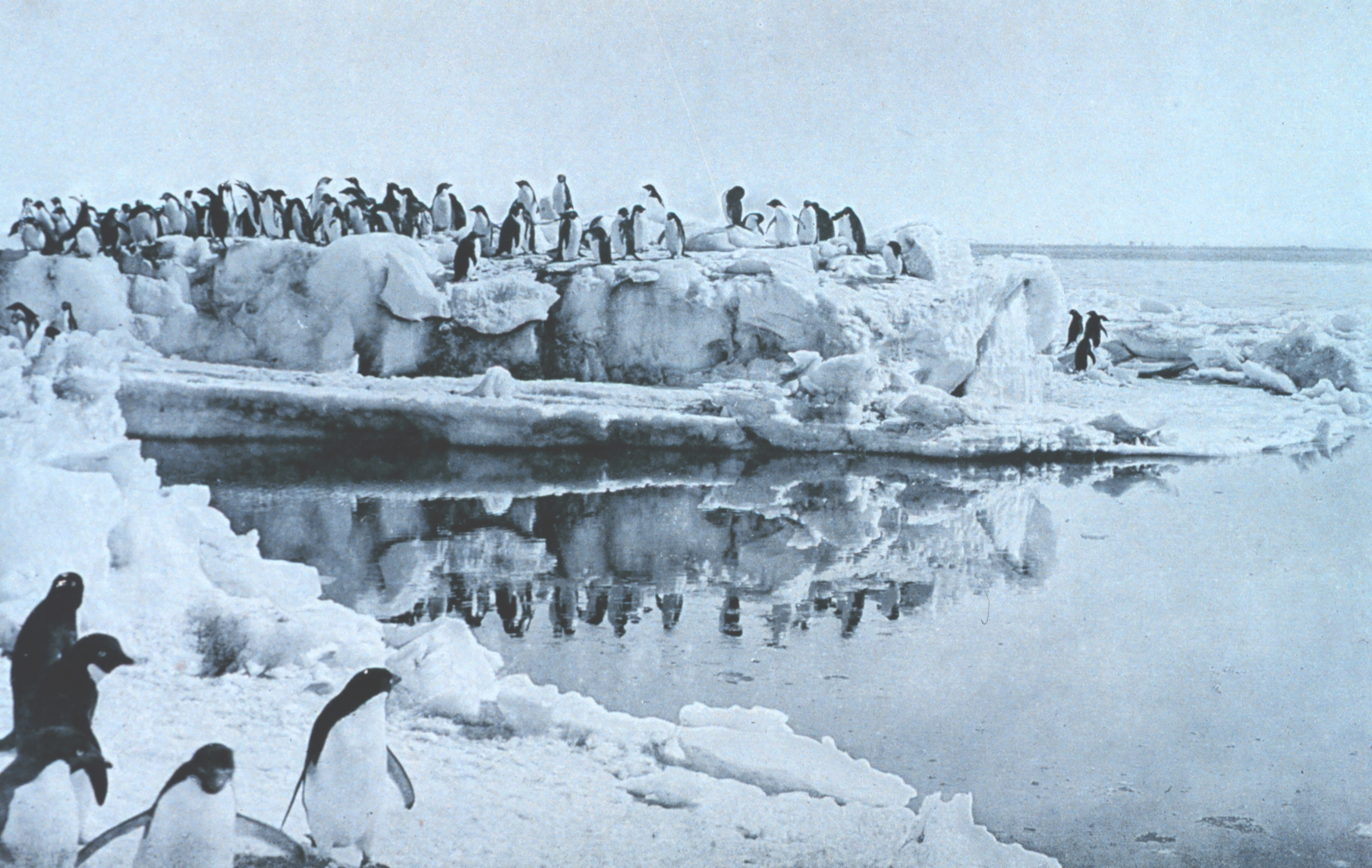
Pingüins d'Adèlia al cap Adare, per Levick

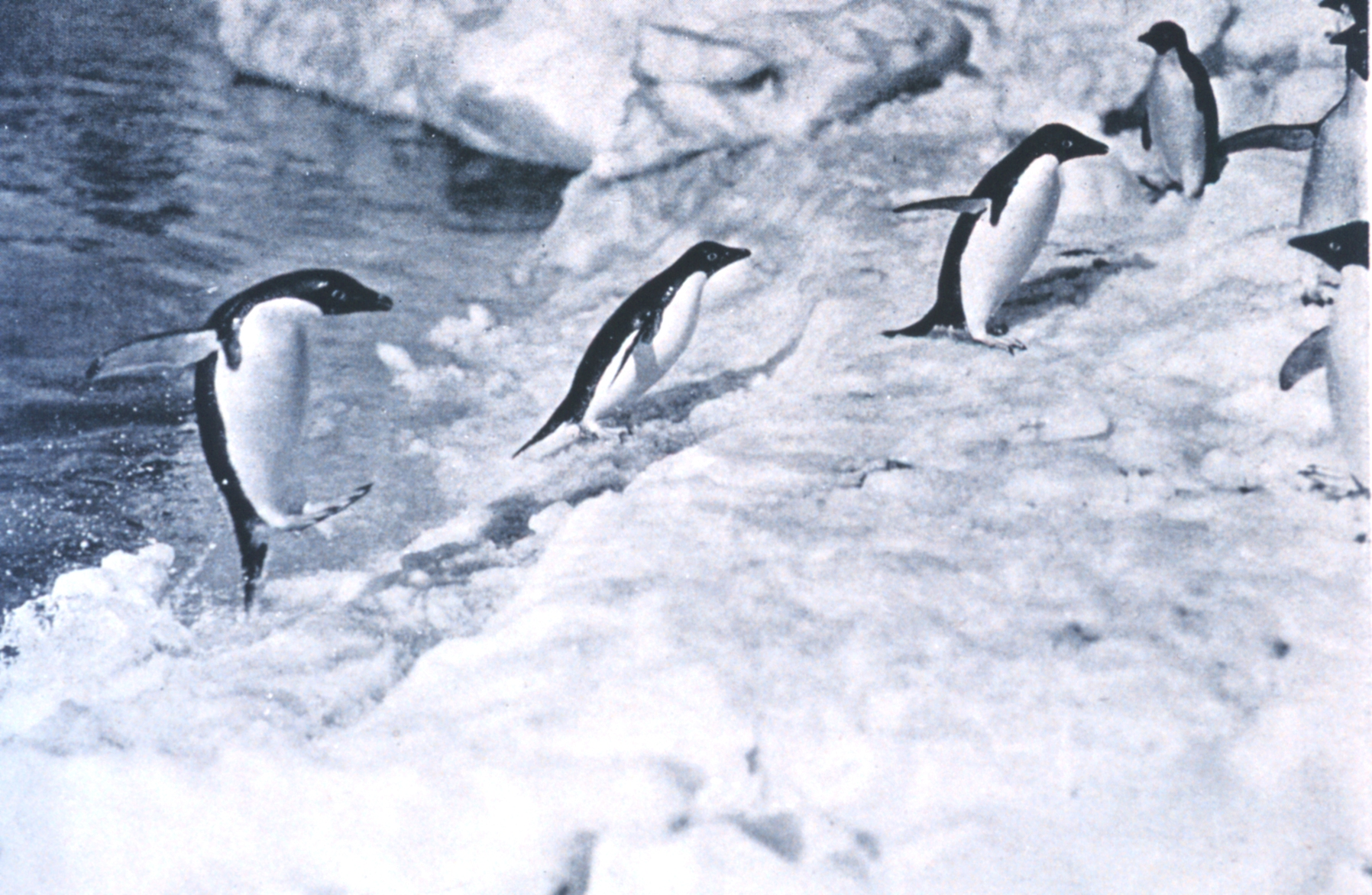
Pingüins saltant al gel costaner, per Levick

Va participar a l'expedició Terra Nova de Robert Falcon Scott com a cirurgià i zoòleg. Levick va fer nombroses fotografies durant tota l'expedició. Formant part del grup del nord, el gel va impedir que poguessin tornar a embarcar el febrer de 1912. Levick i els altres cinc membres del grup ( Victor L.A. Campbell, Raymond Priestley, George P. Abbott, Harry Dickason i Frank V. Browning ) es van veure obligats a passar l'hivern a l'illa Inexpressible en una estreta cova de neu .
L'estiu austral de 1911–1912 el va passar a Cape Adare, enmig d'una colonia de pingüins Adèlia . Fins ara, aquest ha estat l'únic estudi de la colonia de pingüins de Cap Adare, la colònia de pingüins d'Adèlia més gran del món, i ell ha estat l'únic que hi ha passat tot un cicle de cria. Les seves observacions sobre el festeig, l'aparellament i la cria dels pollets d'aquests ocells estan registrades al seu llibre Antactic Penguins. Un manuscrit que va escriure sobre els hàbits sexuals dels pingüins, que incloïen coacció sexual, sexe entre mascles i sexe amb femelles mortes, va ser considerat massa indecent pel conservador de zoologia del Museu Britànic d'Història Natural, Sir Sidney Harmer, i se'n va impedir la publicació.
Gairebé 100 anys després, el manuscrit va ser redescobert i publicat a la revista Polar Record el 2012. El descobriment il·lumina significativament el comportament d'una espècie que és un indicador del canvi climàtic . El 2013, un membre de l' Antarctic Heritage Trust va trobar el quadern fotogràfic de Levick. Va ser trobat fora de la base utilitzada per Scott el 1911 a Cape Evans. El quadern conté les notes a llapis de Levick que detallen la data, els subjectes i els detalls de l'exposició de les fotografies que va fer mentre era a Cape Adare. Després de la seva conservació, va ser retornat a l'Antàrtida.  Aquest quadern no s'ha de confondre amb els quaderns de Levick dels seus registres zoològics a Cape Adare, el primer volum dels quals conté les seves revelacions sobre el comportament d'aparellament dels pingüins.

### Primera Guerra Mundial
Durant la Primera Guerra Mundial, Levick va servir a la Gran Flota i va estar a Gallipoli a bord HMS Bacchante  Va ser ascendit el 1915 al rang de cirurgià de flota pels seus serveis a l'expedició antàrtica Terra Nova.
Posteriorment, tot i trobar molta oposició, va ser pioner en fisioteràpia tractant a persones cegues. El 1932, va fundar la Public Schools Exploring Society, i en va ser el president fins a la seva mort el juny de 1956.

### Segona Guerra Mundial
El 1940, a l'inici de la Segona Guerra Mundial, va tornar a la Royal Navy per ocupar un lloc com a especialista en guerra de guerrilles al Centre d'Entrenament Especial de Comandos de Lochailort, a la costa oest d'Escòcia. Va ensenyar tècniques de fitness, dieta i supervivència, moltes de les quals van ser publicades al seu manual d'entrenament de 1944 , Hardening of Commando Troops for Warfare .
Va ser un dels assessors de l'Operació Tracer; en cas que Gibraltar fos conquerida per les potències de l'Eix, un petit grup havia de ser tancat en una cambra secreta, anomenada Stay Behind Cave, al Penyal de Gibraltar per informar dels moviments enemics.

## Mort
Levick va morir el 30 de maig de 1956 a l'edat de 79 anys. En el moment de la seva mort, el major D. Glyn Owen, president de la British Exploring Society, va escriure: "Un anglès veritablement gran ha passat d'entre nosaltres, però el record de la seva noblesa de caràcter i el nostre orgull pels seus èxits no poden passar de nosaltres. Havent estat a l'última expedició antàrtica de Scott, Murray Levick va decidir més tard que les instal·lacions d'exploració per a joves s'havien de crear en les condicions més rigoroses possibles. Amb la seva energia i determinació incansables habituals, va convertir aquest concepte en realitat quan va fundar la Public Schools Exploring Society el 1932, que més tard es convertiria en la British Schools Exploring Society, atraient escolars d'entre 16 i 18 anys i mig per participar en expedicions anuals a l'estranger a terres salvatges i sense camins." 